# Perizoma candidaria
Perizoma candidaria är en fjärilsart som beskrevs av Costantini 1922. Perizoma candidaria ingår i släktet Perizoma och familjen mätare. Inga underarter finns listade i Catalogue of Life.